# Gollum
Gollum ali Smeagol je izmišljen lik iz del v seriji Gospodar prstanov J.R.R. Tolkiena. Je eden izmed prstanonoscev (tistih, ki so imeli v posesti, nosili in uporabljali Edini Prstan ali Prstan Mogote). 
Gollum izvira iz rase hobitov. Prstan je močno spremenil njegovo zunanjo podobo in mu podaljševal življenje. Začel je sovražiti svetlobo, zatekal se je v globine jam in podzemeljskih rovov v Meglenem gorovju. Postal je vezan na Prstan, imenoval ga je s krasotcem, dragcem ipd. Prstan mu je vzel Bilbo Baggins in ga kasneje zapustil Frodu Bagginsu, svojemu sorodniku. Nato je Gollum vodil Froda Bagginsa in Sama Gamgija do Gore Pogube, kjer naj bi uničili Edini Prstan, pod pretvezo, da si ga tudi sam želi uničiti, kar se je na koncu izkazalo za neresnično in je zelo ogrozilo prvotni načrt. Gollum je na poti do Gore Pogube zvabil Froda v Brlog da bi ga ubila Šelob. Gollum zaradi Prstana na koncu Tretje dobe umre, ko je padel v magmo v ognjih Gore Pogube. Uničen je tudi Prstan. Ob njegovi smrti je bil Gollum star 589 let.

## V filmu
V filmski trilogiji režiserja Petra Jacksona je vizualno podlogo in glas za Golluma odigral Andy Serkis, vendar pa je njegova končna podoba v celoti ustvarjena z računalnikom. Serkis odigra lik Smeagola pred njegovo preobrazbo v Golluma v začetku tretjega filma.